# Gibbaranea occidentalis
Gibbaranea occidentalis là một loài nhện trong họ Araneidae. Loài nhện này có ở de Azoren. Loài này được miêu tả khoa học năm 1989